# Pignoletto
Le pignoletto est un cépage italien à baie blanche. Il est autorisé en Émilie-Romagne et est surtout connu pour les vins DOC Colli Bolognesi, Colli di Faenza, Colli di Imola et Reno.  
C'est un des cépages appelés Grechetto.

## Arômes principaux
Fleurs des champs, pêche, amande.

## Synonymes
Aglionzina, alionzina, grechetto di Todi, grechetto gentile, greco gentile, pignoletta bianca, pignoletto bolognese, pignolino, pignolo, uva grilli.

## Sources
1. ↑  « vivc.de/datasheet/dataResult.p… »(Archive.org • Wikiwix • Archive.is • Google • Que faire ?).